# Rupert de Hentzau
Rupert de Hentzau, secuela de El prisionero de Zenda, de Anthony Hope, escrita en 1895 y publicada en 1898. La novela se publicó por entregas en las revistas literarias The Pall Mall Magazine y McClure's Magazine desde diciembre de 1897 hasta junio de 1898. Fue traducida al castellano, por Javier Fornell para Kaizen Editores, en 2020.

## Trama
La trama se desarrolla dentro de una narración enmarcada que es relatada por Fritz von Tarlenheim, un personaje secundario de El prisionero de Zenda. La narración enmarcada implica que los eventos relatados en los dos libros tuvieron lugar a fines de la década de 1870 y principios de la de 1880. Esta historia inicia tres años después del final de la novela anterior y trata sobre el mismo país ficticio localizado en algún lugar de la Europa central germánica, el reino de Ruritania. La mayoría de los personajes se repiten de la novela previa: Rudolf Elphberg, el disoluto monarca absoluto de Ruritania; Rudolf Rassendyll, el caballero inglés que actuó como "sustituto" del rey, siendo su primo lejano y su sosias; Flavia, la princesa, y ahora reina; Rupert de Hentzau, el galante villano de alta cuna; Fritz von Tarlenheim, el cortesano leal; el coronel Sapt, guardaespaldas del rey; el teniente von Bernenstein, el soldado leal.
La reina Flavia, casada de manera obediente pero infeliz con su primo Rudolf V, le escribe una carta a su amor verdadero, Rudolf Rassendyll. Von Tarlenheim es encargado de entregar personalmente la carta, pero es traicionado por su sirviente Bauer, y la carta termina en las manos del exiliado Rupert de Hentzau y su leal primo, el Conde de Luzau-Rischenheim. Hentzau ve en esto una oportunidad de volver a ganarse el favor del rey, que es patológicamente celoso y paranoico. 
Rassendyll retorna al reino para socorrer a la Reina, y se ve nuevamente obligado a suplantar al rey Rudolf V después de que Rupert hiriera de muerte al rey en una remota cabaña de caza. Tras rastrear a Bauer, el sirviente, Rassendyll logra encontrar a Rupert  e inician un duelo épico. Hentzau cae herido de muerte y Rassendyll quema la carta. Sin embargo, cae asesinado también por Bauer, lo que le evita la crisis de conciencia sobre si continuar o no suplantando al rey. 
Rassendyll es enterrado como rey en un funeral de estado y Flavia queda reinando sola, siendo la última de la dinastía Elphberg. La conclusión de Fritz implica que los hechos acaecieron entre los últimos años de la década de 1870 y los primeros de 1880 y que su hijo tiene en ese momento 10 años.

## Adaptaciones

### Teatro
Tras un año exitoso de gira, una adaptación teatral de Rupert de Hentzau se estrenó en el Lyceum Theatre de la ciudad de Nueva York el 10 de abril de 1899. Escrita por Anthony Hope con contribuciones de Edward Everett Rose, la obra protagonizada por James K. Hackett haciendo los papeles doble del rey Rudolf y Rudolf Rassendyll.

### Cine
Se han hecho varias adaptaciones cinematográficas de Rupert de Hentzau, aunque no tantas como las de El prisionero de Zenda. Entre las versiones cinematográficas de Rupert de Hentzau se encuentran:
- En 1915, Rupert of Hentzau protagonizada por Gerald Ames en el papel principal y Henry Ainley como Rassendyl
- En 1923, una versión de Selznick Pictures, con Lew Cody como Rupert, cambiando completamente el trágico final: Flavia abdica para casarse con Rassendyll y Ruritania es declarada república.[5]
- En 1924, una parodia, Rupert de Hee Haw. Stan Laurel interpreta a un rey alcohólico, cuya reina, Mae Laurel, lo destituye y lo reemplaza con un vendedor idéntico de nombre Rudolph Razz. Los modales de Razz son tan descorteses que un cortesano, James Finlayson, lo desafía a duelo.
- En 1957, una película para televisión británica, Rupert of Hentzau, protagonizada por John Westbrook como Rudolf Rassendyll y el rey, Sarah Lawson como la reina Flavia, Robert Shaw como Rupert de Hentzau, Stanley Van Beers como el coronel Sapt, Maurice Kaufmann como Fritz von Tarlenheim, Jennifer Wright como Helga von Tarlenheim, John Gabriel, Paul Eddington como el conde Luzau-Rischenheim, Jeremy Burnham como el teniente Bernenstein, Diana Lamnert como Rosa Holf, Meadows White como James y Margery Caldicott como la madre Holf.
- En 1964, una serie de televisión británica, Rupert of Hentzau, protagonizada por George Baker como Rudolf Rassendyl y el rey, Barbara Shelley como la reina Flavia, Peter Wyngarde como Rupert de Hentzau, John Phillips como el coronel Sapt (rebautizado como Zapt), Tristram Jellinek como Fritz von Tarlenheim, Derek Blomfield como el conde de Luzau-Rischenheim, John Breslin como Bauer y Mark Burns como el teniente Bernenstein. Los seis episodios están perdidos.

David O.Selznick consideró hacer una versión cinematográfica de la novela, como continuación de su exitosa película de 1937 El prisionero de Zenda, usando nuevamente a Douglas Fairbanks Jr. Decidió no hacerlo debido al trágico tema y a su compromiso con Lo que el viento se llevó. La versión cinematográfica muda de 1923 había sido producida por su padre, Lewis J. Selznick, y su hermano, Myron Selznick. 
En la pantalla, Rupert como personaje ha sido interpretado por ídolos como Ramón Novarro (1922), Douglas Fairbanks Jr. (1937), y James Mason (1952).